# Carballedo
Carballedo – miasto w Hiszpanii w środkowej Galicji w prowincji Lugo. W 2009 r. liczyło 2 752 mieszkańców.